# История Мурманской области
История Мурманской области насчитывает несколько тысячелетий.

## Древний период

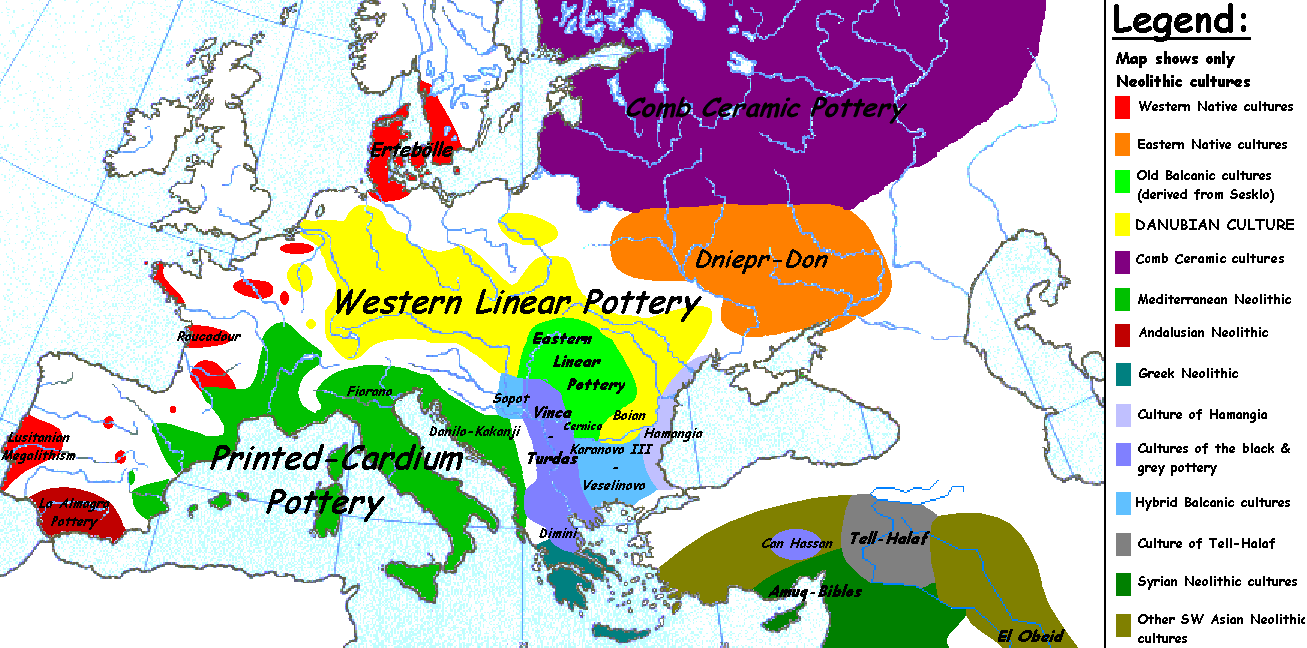
Культура ямочно-гребенчатой керамики (отмечено фиолетовым)

История пребывания человека на территории нынешней Мурманской области насчитывает несколько тысячелетий. Обнаруженные археологами памятники подтверждают пребывание людей на Кольском полуострове уже в VIII—VII тысячелетии до нашей эры, в период арктического палеолита (культура Комса).
В период арктического палеолита начались первые миграции племён охотников из Скандинавии на Кольский полуостров. В IV—II тысячелетии до нашей эры началась миграция людей из Волжско-Окского междуречья, селившихся в основном вблизи водоёмов центральной части полуострова. Культуру поселений этого периода относят к культуре ямочно-гребёнчатой керамики.
Понойские петроглифы были созданы в разные периоды между 3500—2500 годами до н. э. и 2500—1500 годами до н. э. Петроглифы Канозера датируются III—II тыс. до н. э.
Следующая волна миграции, предположительно с Северного Урала, пришлась на эпоху раннего металла. По данным антропологов и генетиков, изучавших черепа с Оленеостровского могильника, около 3500 лет назад из Средней Сибири на Большой Олений остров прибыла популяция, имевшая специфический уральский антропологический тип, но затем она вымерла и следы этой миграции не отразились в генофонде современных популяций Кольского полуострова.
За счёт смешения людей европеоидного типа первых волн с людьми монголоидной внешности с Северного Урала образовался лапоноидный тип уральской расы, распространившийся по всему Кольскому полуострову и северу Скандинавии. На Руси этих людей называли лопарями (саамы).

## 12—16 века

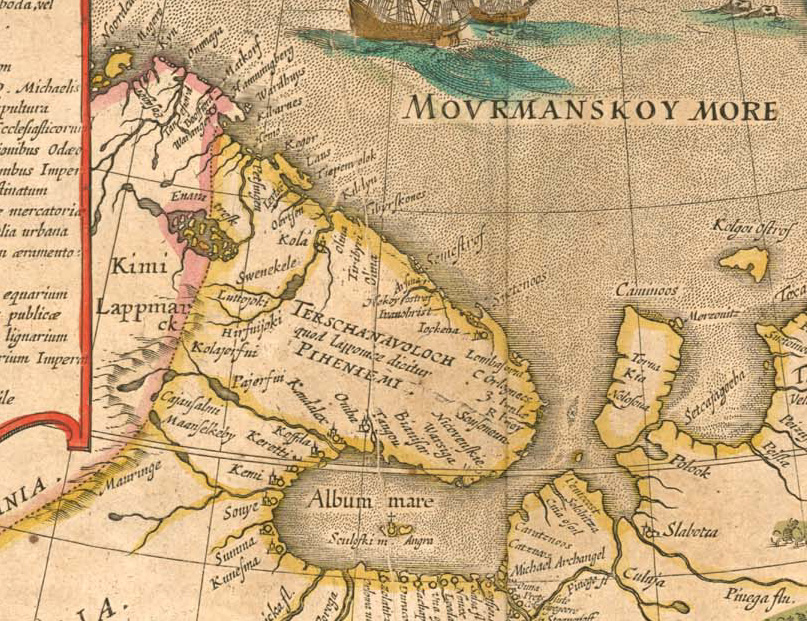
Кольский полуостров на карте «Tabula Russie» 1614 год

Бояре Новгородской республики регулярно посылали на север промысловые экспедиции за рыбой, пушниной, тюленьим салом и прочими «богатствами севера». Предположительно к XII веку, продвигающиеся всё дальше на север экспедиции достигли Кольского полуострова.
В новгородской летописи, датируемой 1216 годом, содержится первое упоминание о гибели Сьмьюна Петриловицѧ · тьрьскаⷢ҇[о] даньника, которое можно было бы трактовать как свидетельство наличия власти Новгородской Руси на Кольском севере, если бы не существование т. н. терской самояди между реками Мезень и Индига.
Согласно скандинавским источникам, местные жители издавна платили дань как норвежцам, так и северным карелам, зависимым от Новгорода. До нас дошла т. н. «Разграничительная грамота» — более поздний документ (или фрагмент документа), записанный в первой половине XIII века, в котором описывается обширная (от нынешней коммуны Люнген под Тромсё до нынешней реки Вялы под Кандалакшей) зона, в которой как норвежцы, так и подданные Новгорода могут облагать данью саамов. Российские историки с подачи И. П. Шаскольского считают, что его составление было связано с посольством Александра Невского.
В 1250-е годы (по старой версии — в 1251 году, по новой — в 1257 году) Александр Невский отправил посольство в Норвегию к Хакону Старому, и хотя содержимое заключённого договора до нас не дошло (собственно новгородский архив дипломатических документов того времени был утерян), но предполагается, что он касался в том числе и вопроса границы. Кроме того, в самой ранней сохранившейся новгородской договорной грамоте 1264 года в списке новгородских волостей появляется волость Тре.
Скандинавские историки связывают документ с Новгородско-норвежским мирным договором 1326 года, который защищал жителей земель короля Норвегии от набегов новгородских подданных, восстанавливал status quo ante bellum в отношениях между странами вообще и «древние границы» в частности и устанавливал процедуру размежевания земли по этим границам.
По грамоте Андрея Александровича меховую дань на Терской стороне вместо боярских даньщиков собирали его княжеские «ватаги», а на Новгород Андрей возложил обязанность на всём пути следования его даньщиков «давать им корму и подводы по пошлине с погостов».
В XV веке на территории Кольского полуострова, в основном на Терском берегу, начали возникать первые постоянные поселения — Корельский погост, Умба, Варзуга.
В 1478 году земли Кольского полуострова вошли в состав Московского княжества. Управление осуществлялось даньщиками, уполномоченными собирать с местных жителей дань и производить судебные разбирательства. Существовавшие к тому времени русские поселения — Умба, Варзуга, Кандалакша и другие управлялись наместником Двинской земли. Основой экономики края была добыча морского зверя, рыболовство и солеварение. Из-за отсутствия пригодных под пашни площадей развито было лишь огородничество.
С начала XVI века начинается распространение христианства среди лопарей. В 1526 и затем в 1533 году новгородским архиепископом Макарием в селения лопарей были направлены священники, крестившие лопарей и освящавшие церкви.
Ближе к середине XVI века Кольский полуостров становится центром международной торговли. За рыбой и пушниной приходили торговые корабли из Англии, Дании, Голландии и Скандинавии. Торговля была сосредоточена в Коле.
В 1550 году было начато строительство Кольского острога.
В 1554 году на реке Паз построена церковь Бориса и Глеба, ставшая своеобразным центром церковной власти на Кольском севере.
В 1568 селения Северо-Западного Беломорья подверглись опричному погрому, совершённому отрядом Басарги Леонтьева. Это событие вошло в историю как «Басаргин правёж» (правёж — взыскание долгов или податей посредством мучений).
После того, когда в 1583 году острог был готов, управление землями переместилось в Колу, были созданы необходимые органы власти.

## 17 — начало 19 века
Практика «двоеданничества» саамов, когда дань взималась и русскими в свою пользу, и карелами в пользу Норвегии, прекратилась в начале XVII века утверждением в регионе первых.

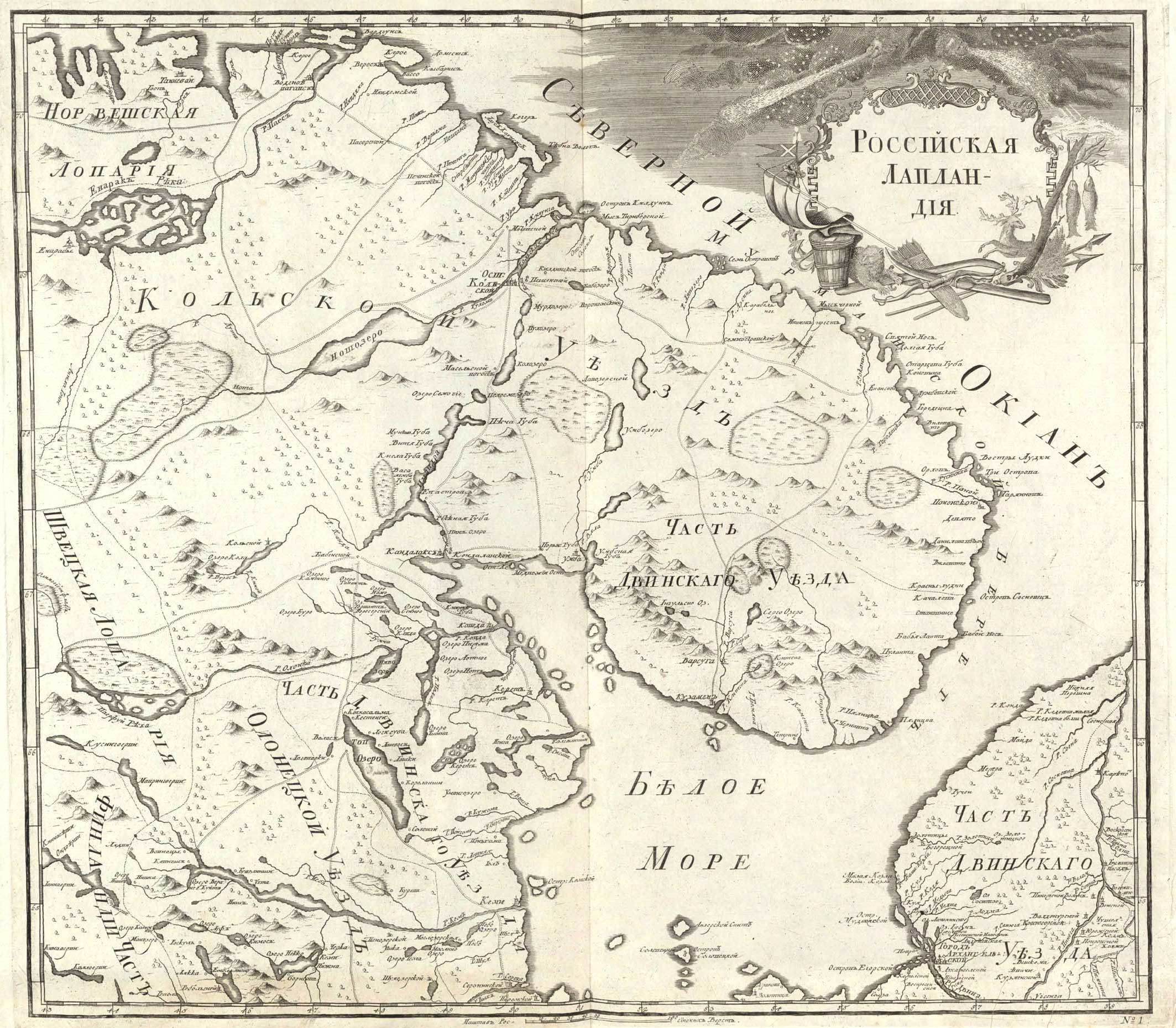
Кольский уезд на карте 1745 года

В 1625 году на Кольском полуострове проживало около 2500 человек. Центром северных земель продолжал оставаться Кольский острог. Основой экономики области оставалось рыболовство и солеварение, сосредоточенное в монастырях Кольского полуострова. Самыми крупными поставщиками соли являлись Кольско-Печенгский и Кандалакшский монастыри, получавшие от государства существенную материальную помощь. В середине XVII века на Кольском полуострове началась разработка полезных ископаемых, когда в районе Поноя были открыты первые серебряные и медные рудники. Спад солеварения пришёлся на конец XVII — начало XVIII веков. С появлением на рынке более дешёвой соли-пермянки, соль-морянка стала очень невыгодной.
В 1702 году началась перестройка Кольского острога.
Перенос столицы России в новопостроенный Санкт-Петербург заметно приостановил развитие Кольского севера. К тому же, с 1704 года зверобойный и рыбный промыслы отошли компании фаворита Петра I Александра Меншикова, что свело на нет возможность отдельных рыбаков и звероловов заниматься торговлей самостоятельно и вынудило их сдавать свой товар за бесценок.
В 1704 году перестройка Кольского острога завершилась. За превышение власти во время перестройки был отстранён воевода Кольского острога Д. И. Унковский.
В 1708 году Кольский уезд вошёл в состав образованной по указу Петра I от 18 декабря (29 декабря по новому стилю) 1708 года Архангелогородской губернии. Несмотря на это, местное управление Кольским уездом продолжало играть существенную роль в делах края, что в не последнюю очередь было связано с плохим сообщением между регионами, попасть из Архангельска на Кольский полуостров можно было только морем.
Введение таможенного тарифа 1724 года уменьшило уровень торговли с севером страны, в том числе и через Колу. Монополия на морские промыслы была отменена лишь в 1765 году при Екатерине II. Подъём экономики Кольского уезда начался с созданием Беломорской промысловой компании, хотя и после него Кольский полуостров оставался одним из самых слаборазвитых регионов страны.

Розовым цветом указаны отошедшие к Норвегии в 1826 году территории

После проведения границы России с Норвегией в 1826 году Норвегии отошла часть территорий Нявдемского и Пазрецкого погостов.
Первое серьёзное испытание огнём область прошла в ходе Крымской войны. В 1854 году было совершено нападение на Колу английской эскадры. Во время бомбардировки города в ночь с 10 на 11 августа, продолжавшейся более 28 часов, неприятельским огнём было сожжено около 110 домов, 2 церкви и несколько магазинов (складов). В 1855 году англичане напали на Кандалакшу.
Разгром Колы привёл к сильному сокращению международной торговли на Мурмане, несмотря на получение разрешения беспошлинной торговли с Норвегией. Однако, несмотря ни на что, колонизация Кольского севера продолжалась, в 1864 году основано село Ура-Губа, в 1870 — поселения Териберка, Рында. В 70-х годах XIX века появились планы устройства портового города за полярным кругом.
8 февраля 1883 года Кольский уезд вышел из состава Архангельской губернии, став самостоятельным административным образованием.
В конце XIX века на территории Кольского полуострова появились первые лесопильные предприятия в Умбе, Ковде и других поселениях.
В 1899 году в Екатерининской гавани основан портовый город Александровск (ныне — город Полярный).

## Период Первой мировой и Гражданской войны

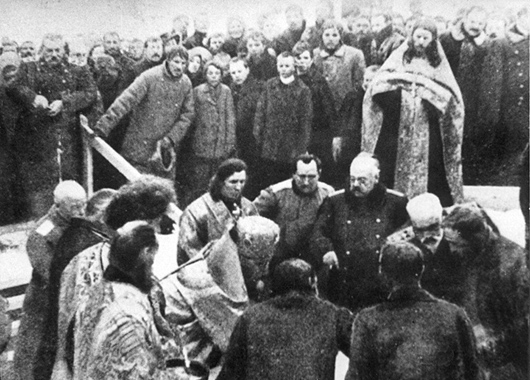
Закладка храма и города Романов-на-Мурмане. 4 октября 1916 г.

Первые изыскатели пришли на Мурман для разведки новых мест в 1912 году. В 1914 году на территории всего Кольского полуострова проживало 13 тысяч человек. Следующим важным этапом в развитии земель Кольского полуострова стало строительство железной дороги, соединившей Кольский залив с центром России. В 1915 году, во время Первой мировой войны, на правом берегу Кольского залива Баренцева моря был основан портовый посёлок Семёновский. Его создание было связано со стремлением России получить выход в Северный Ледовитый океан через незамерзающий залив, чтобы бесперебойно доставлять военные грузы от союзников по Антанте в условиях блокады Чёрного и Балтийского морей.

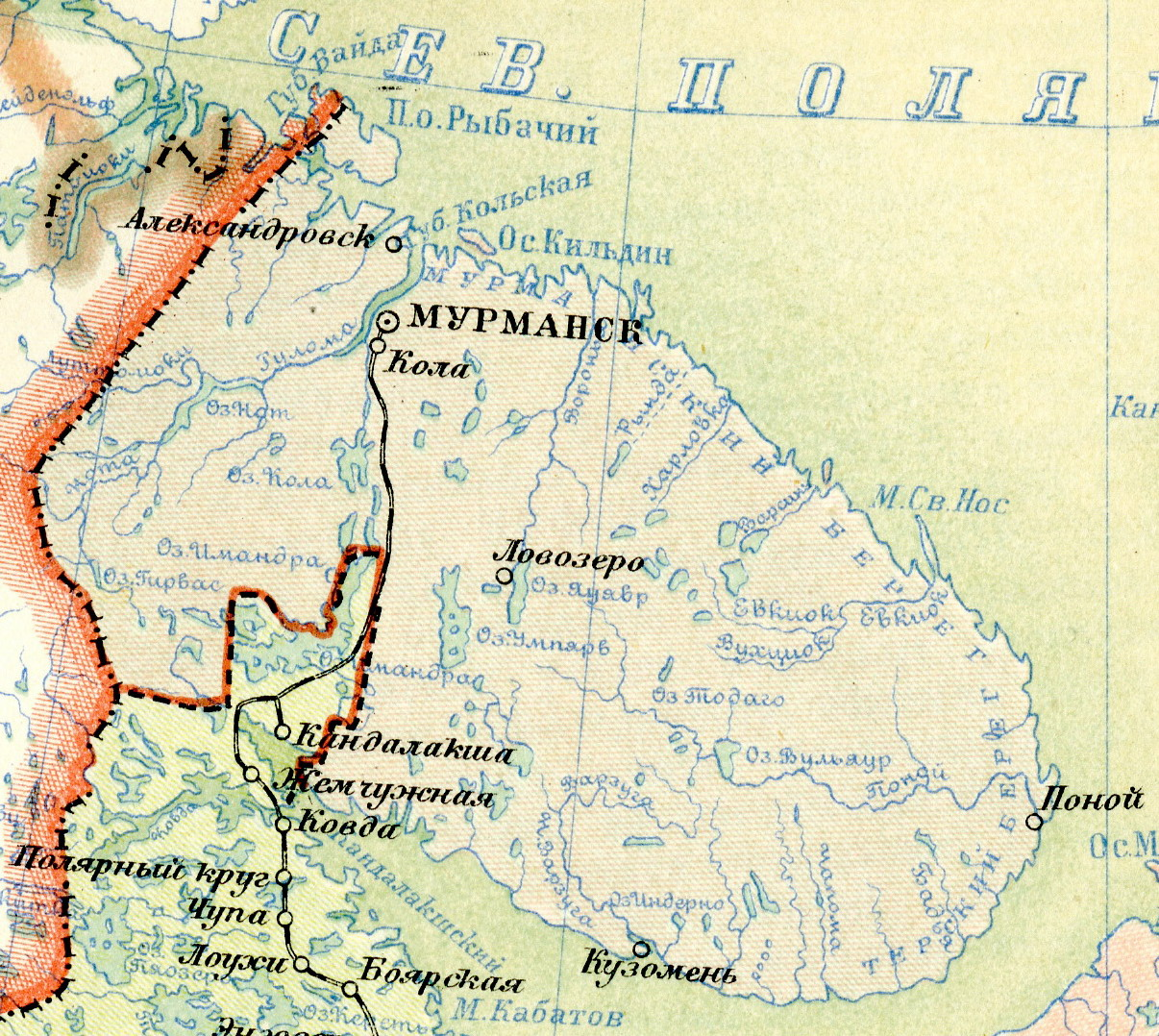
Мурманский округ в 1928 году

4 октября 1916 года посёлок получил статус города и новое название — Романов-на-Мурмане. В этот день на невысоком холме, где сейчас располагается Дворец культуры и техники имени Кирова, состоялась торжественная церемония закладки храма в честь покровителя мореплавателей Николая Мирликийского. Романов-на-Мурмане стал последним городом, основанным в Российской империи. Через полгода, 3 апреля 1917 года, после Февральской революции, он принял своё нынешнее название — Мурманск.
2 марта 1918 года бо́льшая часть территории Александровского уезда (сегодняшняя Мурманская область) вошла в состав Северной области под правительством Николая Васильевича Чайковского.
6 марта 1918 года в Мурманске с английского линейного корабля «Глори» высадилось два отряда морских пехотинцев с двумя орудиями, что ознаменовало начало интервенции со стороны Антанты. К середине месяца началась интервенция белых финнов. В правление интервентов был сооружён и начал эксплуатироваться Мурманский трамвай.
В 1920 году академик Александр Ферсман начал проведение систематических экспедиций геологической разведки, результатом которых стало открытие крупных месторождений апатита и других, отчасти неизвестных ранее минералов. После этих открытий начался бурный рост промышленности Кольского полуострова. Уже в 1920 году общий валовый продукт составил 2,4 млн рублей.

13 июня 1921 года Кольский (Александровский) уезд Архангельской губернии был преобразован в Мурманскую губернию с центром в городе Мурманске.
1 августа 1927 года Мурманская губерния была преобразована в Мурманский округ и включена в состав Ленинградской области.
В 1930 году первую руду добыл хибиногорский рудник. Впоследствии для нужд рудника и расположенного рядом с ним города Хибиногорска были построены первые в области гидроэлектростанции (каскад Нива-1). Увеличивалась и численность населения области: в 1930 году в одном только Мурманске было 20 000 жителей, а в 1935 году — свыше 100 000. В 1935 году рядом с поселением Монча-Губа началось строительство комбината «Североникель». После запуска комбината население посёлка стало стремительно увеличиваться и в 1937 году ему был присвоен статус города под названием Мончегорск. Быстрый рост промышленности, культуры и численности населения стал причиной создания в 1938 году из Мурманского округа и Кандалакшского района Карельской АССР самостоятельной административной единицы — Мурманской области. Общий валовый продукт вырос до 361 млн рублей в 1939 году.
В 1940 году после окончания Советско-финской войны 1939—1940 годов в состав Мурманской области вошли отошедшие к Советскому Союзу западная часть полуостровов Рыбачьего и Среднего.

## Период Второй мировой войны
Захвату Кольского полуострова уделялось Германией особое внимание в связи со стратегически выгодным расположением региона. Немецкое командование планировало захватить Мурманск и Кировскую железную дорогу. Для этого немецкие и финские войска наносили удар по трём направлениям: Мурманск, Кандалакша и Лоухи.
29 июня 1941 года немецкие и финские войска начали наступление, нанося главный удар на мурманском направлении (см.Мурманская операция (1941)) и второстепенные на кандалакшском и лоухском направлениях. На кандалакшском и лоухском направлениях советские войска остановили продвижение немецко-финских войск, пытающихся выйти к железной дороге, и они были вынуждены перейти к обороне.
Военные действия возобновились 8 сентября 1941 года. Командование армии «Норвегия» в соответствии с приказом ставки вермахта перенесло главный удар на мурманское направление. Но и здесь наступление усиленного немецкого горного армейского корпуса провалилось. Северная группа немцев, наступавшая на Полярный, за 9 дней смогла продвинуться всего на 4 км. Южной группе при поддержке авиации удалось к 15 сентября перерезать дорогу Титовка — Мурманск и создать угрозу выхода в район Мурманска. Однако 14-я армия частью своих сил при поддержке авиации и артиллерии Северного флота 17 сентября нанесла контрудар и разгромила 3-ю горнопехотную дивизию, отбросив её остатки за реку Западная Лица. После этого немецкое командование прекратило наступление на Мурманск.
Развернулась эвакуация населения. В итоге эвакуации население Мурманской области к концу 1941 года уменьшилось с 313,4 тысяч до 102,3 тысяч человек, а число жителей Мурманска — с 117,1 тысяч до 35,6 тысяч человек.
Весной 1942 года обе стороны готовили наступательные действия: немцы с целью захватить Мурманск, советские войска — с целью отбросить противника за линию границы. Первыми перешли в наступление советские войска. В ходе Мурманской операции (1942) и морского десанта в губе Большая Западная Лица добиться решительного успеха не удалось. Но запланированное немецкое наступление также было сорвано, и фронт в Заполярье стабилизировался до октября 1944 года.
Первая боевая операция на море была предпринята немецкими войсками 12—13 июля 1941 года, эсминцы в районе острова Харлов атаковали советский конвой, охраняемый сторожевым кораблём, в результате атаки был потоплен сторожевой корабль и один из двух траулеров. Вторая операция была проведена 22—24 июля у Териберки, тогда немцы потопили гидрографическое судно «Меридиан». В третьем походе 10 августа 3 эсминца потопили сторожевой корабль «Туман» . После налёта авиации Северного флота эсминцы получили серьёзные повреждения и вернулись на ремонт в Германию. В общей сложности за годы войны Северный флот обеспечил проводку 1471 конвоя, в которых насчитывалось 2569 транспортных судов, при этом торговый флот потерял 33 судна.
7 октября 1944 советские войска перешли в наступление, нанося главный удар из района озера Чапр по правому флангу 19-го немецкого корпуса в направлении на Луостари — Петсамо. Преследуя отступающие немецкие войска, 14-я армия при поддержке сил флота выбила немцев с советской территории, пересекла финскую границу и начала захват Петсамо, 22 октября советские войска пересекли норвежскую границу и 25 октября освободили норвежский город Киркенес. К 1 ноября боевые действия в Заполярье закончились, район Петсамо был полностью освобождён советским войсками.
Указом Президиума Верховного Совета СССР от 5 декабря 1944 года была учреждена Медаль «За оборону Советского Заполярья», которой было награждено 24000 жителей области. Около ста пятидесяти участников боёв стали Героями Советского Союза. Трое — лётчик Сафонов, катерник Шабалин и разведчик Леонов — удостоены этого звания дважды. Позже, 6 мая 1985 года, за героические действия в ходе войны Мурманску был присвоен статус город-герой.

## 1945—1990
Несмотря на полученные серьёзные разрушения, в частности Мурманск был разрушен почти полностью, уже к 1948 году уровень экономики в регионе вышел на довоенный уровень, а к 1952 году довоенного уровня достиг объём жилой площади в столице области.
В послевоенные годы власти РСФСР стали всё больше осознавать необходимость развития региона, как промышленности, так и Северного флота. В начале 1960-х годов для жителей области была введена льготная надбавка на оплату за труд, так называемые северные надбавки.
В 1951 году рабочий посёлок Ваенга, расположенный в 25 километрах к востоку от Мурманска на берегу Кольского залива, получил статус города и новое название — Североморск и стал столицей Северного Флота. В 1957 году посёлок Оленье преобразован в город Оленегорск, в 1965 году статус города получил посёлок Ковдор, а в 1966 — Апатиты. В период с 1955 по 1965 год запущен целый ряд предприятий : Оленегорский и Ковдорский горнообогатительные комбинаты, Кировская ГРЭС и Апатито-нефелиновая обогатительная фабрика в Апатитах.
11 января 1962 года в Екатерининской гавани пункта базирования Полярный на дизель-электрической подводной лодке Б-37 произошёл взрыв. Погибли 59 человек. В результате взрыва была повреждена и затонула находившаяся рядом подлодка С-350, на ней погибло 11 человек.
18 мая 1969 года началось строительство Кольской атомной электростанции, 29 июня 1973 года начата её эксплуатация.
В 1970 году была заложена Кольская сверхглубокая скважина, самая глубокая буровая скважина в мире, пробурённая с целью исследования литосферы в том месте, где граница Мохоровичича подходит близко к поверхности Земли.
По состоянию на конец 1970-х годов Мурманская область занимала второе в северо-западном регионе место по объёму валовой промышленной продукции.
К 1980 году в области насчитывалось 19 совхозов, среди них «Тулома», «Индустрия», «Арктика», «Полярная звезда» и зверосовхоз «Кольский», 7 колхозов, 25 подсобных хозяйств, птицефабрики и Мурманский тепличный комбинат.
В феврале 1982 года на хранилище отработанного ядерного топлива, расположенном в 55 км северо-западнее Мурманска и в 60 км от границы Норвегии на берегу губы Андреева (залив Западная Лица, Кольский полуостров), произошла радиационная авария — утечка радиоактивной воды из бассейна здания № 5. Ликвидация аварии шла с 1983 года по 1989 год. Сотни тысяч тонн высокорадиоактивной воды попали в Баренцево море.

## Современный период

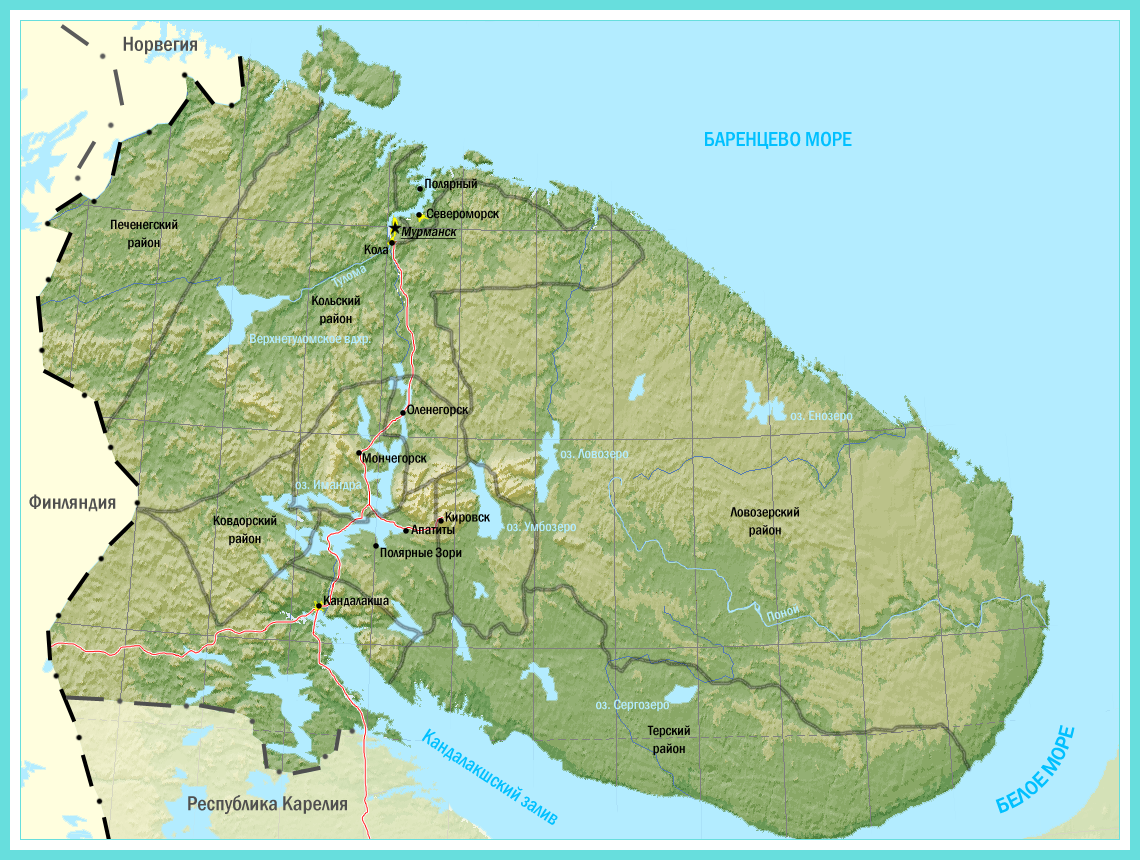
Современная карта Мурманской области

С началом перестройки Мурманская область, как и остальные регионы страны, переживала тяжёлые времена. Распад Советского Союза и последующая гиперинфляция вызвали экономический кризис. Количество рыболовных судов в одной только столице области снизилось с более 400 рыболовных судов в 1989 году до 290 в 1997. Резко сократился грузооборот портов. По всей области замерли строительные комплексы, появилась безработица.
Кроме того, в самом начале 1990-х произошёл массовый отток населения из области, в частности с 1989 по 1992 годы Мурманск покинули 28 тысяч человек. Основными причинами отъезда населения были резкое ухудшение экономической ситуации в городе, а также больша́я социальная мобильность относительно молодого населения Мурманска. К 2002 году число жителей города сократилось на 150 тысяч по сравнению с 1989 годом, то есть почти на треть. Сопоставимая убыль среди городов с населением более 100 тыс. жителей была только в разрушенном войной Грозном, Петропавловске-Камчатском и Магадане. Согласно данным текущего учёта населения, с момента переписи число мурманчан сократилось ещё более чем на 20 тысяч человек. Достоверность этих данных вызывает сомнения, поскольку в 2002 году переписная численность населения оказалась ниже данных текущего учёта на 30 тысяч человек.
По области в целом население уменьшилось с 965 727 человек в 1989 году до 760 862 в 2002 году, то есть более чем на 200 000 человек. Однако за последние годы численность населения снова начала расти и к 2009 году в области насчитывалось уже 842 452 человек, из них 74 284 — сельское и 790 323 — городское. 25 населённых пунктов области имеют более 5000 жителей. Самые крупные города Мурманской области — Мурманск (264 339 чел.), Апатиты (48 410 чел.), Североморск (43 394 чел.), Мончегорск (39 477 чел.) и Кандалакша (28 438 чел.).
Отток населения молодых возрастов привёл к резкому ухудшению демографической ситуации. Если в 1990 году естественный прирост на 1000 жителей составлял 4,5 (рождаемость 10,5; смертность 6), то в 2005 году естественный прирост стал отрицательным и составляет 0,5 % в год. Резкий рост смертности связан с тем, что в преклонном возрасте сейчас находятся многочисленные поколения мурманчан, переселившихся в город в 1950—1970-х годах.
В современной Мурманской области приоритетными отраслями являются рыбная, горнодобывающая, химическая промышленность и цветная металлургия. Крупнейшие предприятия области: «Апатит» (Кировск, Апатиты) — производство апатитового концентрата, «Кандалакшский алюминиевый завод» (Кандалакша) — производство первичного алюминия, «Кольская горно-металлургическая компания» (Мончегорск, Заполярный, Никель) — производство никеля, рафинированной меди, серной кислоты, Оленегорский ГОК — производство железорудного сырья, «Мурманский траловый флот» (Мурманск) — рыбный промысел.
В последние годы стал набирать силу экологический туризм, в основном это иностранные туристы, желающие пожить в местах, где «не ступала нога человека».
2020: эпидемия нового коронавируса проникла на системообразующие предприятия Мурманской области.